# Matthias Liebers
Matthias Liebers (Lipsia, 22 novembre 1958) è un ex calciatore tedesco, di ruolo centrocampista.

## Carriera

### Club
Iniziò a giocare nelle giovanili del BSG Lokomotive Leipzig-Mitte. Nel 1968 fu trasferito al Lokomotive Lipsia dove giocò fino al 1991 321 partite e 37 reti in DDR-Oberliga.
Nonostante la riunificazione tedesca, Liebers continuò a giocare per la squadra della sua città, rinominata VfB Lipsia, dal 1991 al 1996 partecipando anche alla sfortunata annata in Bundesliga della squadra sassone.
Chiuse ufficialmente la carriera alla fine degli anni novanta nelle leghe minori tedesche, anche se giocò nel 2004-2005 due partite arricchite da una rete segnata in 3.Kreisklasse (ultima divisione) nell'appena ricostituita Lokomotive Lipsia.

### Nazionale
Con la Germania Est fu il dodicesimo primatista di presenze in Nazionale (59 in tutto) e conquistò un argento ai Giochi olimpici di Mosca nel 1980.

## Palmarès

### Club

#### Competizioni nazionali
- Coppa della Germania Est: 3

Lokomotive Lipsia: 1980-1981, 1985-1986, 1986-1987

### Nazionale
- Argento olimpico: 1

Mosca 1980